# Menzies (Australie-Occidentale)
Pour les articles homonymes, voir Menzies.
Menzies (56 habitants) est un village d'Australie-Occidentale à 728 km à l'est-nord-est de Perth.
Le village porte le nom de Leslie Robert Menzies, un prospecteur américain.
De l'or a été découvert dans la région à la fin des années 1800 et la ville comptait près de 10 000 habitants dans les années 1900.
Le village est situé sur le trajet de l'Indian Pacific.
On trouve à environ 50 km de Menzies le Lac Ballard.